# Districte de Malabo
El districte de Malabo  és un districte de Guinea Equatorial, a la part occidental de la província Bioko Nord, a la regió insular del país. La capital del districte és Malabo. El cens de 1994 hi mostrava 64.439 habitants. Compta amb 11 Consells de Poblats.
A les eleccions del 1996 hi va haver 85 meses electorals, 40 meses escrutades i 13.291 electors, segons els observadors internacionals.